# Лукьяненко, Валерий Васильевич
 Валерий Васильевич Лукьяненко (род. 5 августа 1955, Сорочиха Карасукского района Новосибирской области) — российский банкир, заместитель Президента — Председателя Правления Банка ВТБ (ПАО), доктор экономических наук, профессор.

## Биография
Родился 05 августа 1955 года в селе Сорочиха Карасукского района Новосибирской области в семье провинциальной интеллигенции. Отец — Лукьяненко Василий Павлович, 20.06.1930 г., инженер-механик, мать — Лукьяненко Зоя Михайловна, бухгалтер. Детство провёл в Карасукском и Колыванском районах Новосибирской области.

## Образование
- В 1982 году окончил агрономический факультет Новосибирского сельскохозяйственного института по специальности «агрономия», квалификация «учёный агроном».

- В 2005 году окончил Российскую академию государственной службы при Президенте РФ по специальности «Государственное и муниципальное управление», квалификация «менеджер».

- В 2013 году окончил Московский государственный университет им. М. В. Ломоносова с присуждением степени «Master of business administration» (MBA).

## Трудовая деятельность
После прохождения военной службы в ВС СССР (1974—1976) продолжил трудовую деятельность в Новосибирской области в народном хозяйстве по август 1988 г.
По окончании очной аспирантуры Академии общественных наук при ЦК КПСС (1988—1991) руководил промышленно-инвестиционным центром АООТ «Гагаринстрой».
В 1994 г. перешёл на государственную службу в Управлении делами Президента Российской Федерации (1994—2001).
С 2001 по 2002 гг. — председатель экспертного совета по вопросам проектного финансирования и прогнозных оценок АКБ «ЛАНТА-БАНК».

### Карьера в Банке ВТБ (ПАО) (ранее Внешторгбанк)
В 2002 г. перешёл в Банк ВТБ (ПАО):
- с 2008 г. — член Правления;
- с июля 2016 г. по настоящее время — заместитель Президента-Председателя Правления Банка ВТБ (ПАО)[1].

Также:
- с 2006 по 2009 гг. — председатель Правления Банка ВТБ Ангола (Banco VTB Africa SA («ВТБ Африка»)[2];
- с 2015 до 2018 гг. — член Совета директоров Банка ВТБ 24 (ПАО);
- с 2016 по 2018 гг. — председатель Совета директоров АО «Банк ВТБ (Белград)» («VTB banka a.d. Beograd»).

## Учёная степень и звание
Кандидат экономических наук (1991 г.), доктор экономических наук (1997 г.), профессор.

## Награды
- Орден Дружбы, 1999, Указом Президента Российской Федерации от 15.03.1999 г. № 340 «За достигнутые трудовые успехи и большой вклад в укрепление дружбы и сотрудничества между народами»;
- Медаль ордена "За заслуги перед Отечеством" II степени, 2006, Указом Президента Российской Федерации от 18.08.2006 г. № 901 «За достигнутые трудовые успехи и многолетнюю добросовестную работу»;
- Орден Почёта, 2010, Указом Президента Российской Федерации от 20.11.2010 г. № 1455 «За достигнутые трудовые успехи и добросовестную многолетнюю работу»;
- Орден «За заслуги перед Отечеством» IV степени, 2016, Указом Президента Российской Федерации от 28.07.2016 г. № 359 «За достигнутые трудовые успехи и многолетнюю добросовестную работу»;
- Орден «За заслуги перед Отечеством» III степени, 2020.

## Личная жизнь
Женат, есть дочь.